# Acyl-CoA syntetáza

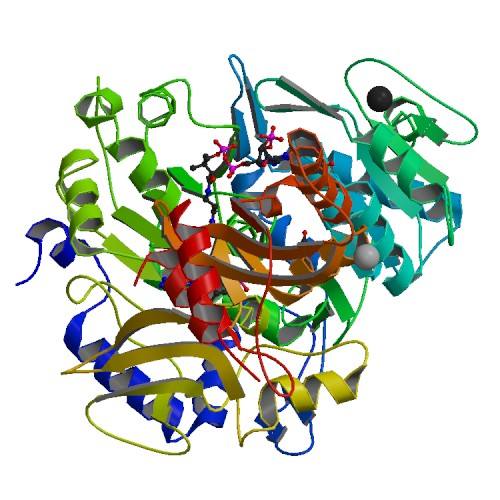
3D struktura acetyl-CoA syntetázy u bakterie druhu Salmonella enterica

Acyl-CoA syntetáza (acyl-CoA thiokináza, EC 6.2.1.3) je enzym (ligáza), který katalyzuje reakci mezi mastnou kyselinou, ATP a koenzymem A za vzniku acyl-koenzymu A (a AMP a PPi). Díky této reakci dochází k aktivaci volných mastných kyselin tak, aby mohly vstoupit do metabolismu. Existuje celá rodina acyl-CoA syntetáz, které jsou vždy specifické pro mastné kyseliny určité délky. Bývají asociované s membránou endoplazmatického retikula nebo s vnější membránou mitochondrií.